# Municipio de Gorna Malina
El municipio de Gorna Malina (búlgaro: Община Горна Малина) es un municipio búlgaro perteneciente a la provincia de Sofía. Se ubica en un área rural del centro de la provincia y por su término municipal pasa la carretera 6 que une Sofía con Burgas.

## Demografía
En 2011 tiene 6209 habitantes, de los cuales el 89,79% son étnicamente búlgaros y el 4,54% gitanos. Su capital es Gorna Malina, donde vive la cuarta parte de la población del municipio.

## Pueblos
En el municipio hay 14 pueblos:
| - Aprilovo - Bailovo - Belopoptsi - Gaitanevo - Gorna Malina (la capital) - Gorno Kamartsi - Dolna Malina | - Dolno Kamartsi - Makotsevo - Negushevo - Osoitsa - Sarantsi - Starguel - Chekanchevo |